# Decoys 2: Seduzione aliena
Decoys 2: Seduzione aliena è un film del 2007 diretto da Jeffery Scott Lando.
Il film è il sequel di Decoys del 2004. Inizialmente era intitolato Decoys 2: Rebirth, con il titolo del suo DVD in Nord America intitolato Decoys: The Second Seduction.
In origine doveva essere trasmesso in TV, ma invece è stato rilasciato direttamente in DVD.

## Trama
Ambientato in una diversa città nord-occidentale alcuni anni dopo gli eventi del primo film, il film si apre con una bella ragazza, Delia, appartatasi con un ragazzo in macchina in una notte fredda e nevosa. Dopo essere stati interrotti da un agente di passaggio, i due riprendono l'attività quando dei tentacoli esplodono dal petto di Delia.
Ad una lezione di Biologia Evoluzionistica tenuta dal Prof. Erwin Buckton troviamo Luke Callahan, il protagonista del precedente film, che è sopravvissuto al suo incontro con Alex. Altri alunni della classe sono Sam Compton e Stephanie Baxter. Quando la lezione del Prof. Buckton termina, Luke vede da lontano uno degli alieni che aveva già avuto una mano nell'uccidere in precedenza: Constance Snowden. Constance ora è sotto le spoglie di una dottoressa. Successivamente Alex visita la sua psichiatra, la dottoressa Alana Geisner, alla quale rivela che sebbene pensi che gli alieni e gli eventi del primo film siano frutto di sogni ed allucinazioni, egli non riesce a spiegarsi come sia sopravvissuto e come mai si sia risvegliato in un ospedale. La dottoressa Geisner gli consegna un contenitore pieno di anti-allucigeni che sembrano solo rendere Luke più agitato.
Sam ritorna nella sua stanza del dormitorio dove i suoi amici e compagni di stanza - Henry Robbins, Peter Brunson e Nick Dean - organizzano una competizione basata sul sesso per vedere chi può collegarsi con il maggior numero di co-ed entro la fine dell'estate con il vincitore che guadagna una forte somma di denaro. Implica la registrazione dell'evento come prova, pur mantenendo tutto un grande segreto. Inizialmente contrario all'idea, Sam è convinto di unirsi.
Un altro alieno travestito da attraente femmina umana, Jasmine, viene sorpreso a correre dallo stesso agente visto all'inizio del film. Lei lo seduce ma poi lo uccide accidentalmente.
Luke scambia Stephanie per Constance ma è in grado di alleviare la situazione. I due chiacchierano a proposito di Costance mentre si dirigono verso il dormitorio di Stephanie. Divenuta il capo dei Decoys, Constance li osserva da lontano e poi avverte Jasmine e Delia, di non lasciare indietro dei corpi che la polizia può trovare. Imparando dalla sopravvivenza di Luke, Constance deduce che i loro compagni devono avere passione e devono essere lentamente eccitati ed eccitati ancora di più. Usando questa tattica, i Decoys usano la loro telepatia per capire i desideri segreti e i feticci delle loro prede. Constance si dirige verso l'ufficio del Prof. Buckton dove lo avverte falsamente che Luke è un ragazzo paranoico ossessionato dagli alieni. Buckton in seguito avrebbe trovato Luke che disegnava schizzi dettagliatamente dettagliati dei Decoys  con uno che somigliava molto a Constance.
Sam, Henry, Peter e Nick si dirigono verso un bar per iniziare la loro competizione. Solo Nick ha successo nell'impresa. Più tardi quella notte, Henry incontra Delia che scopre la passione del giovane per i vestiti di pelle di leopardo. Nonostante tutto, Henry le resiste perché è vergine. Un vecchio amico di Sam, Arnold Steiner, scopre la competizione dei quattro e li convince a lasciarlo partecipare. Nonostante gli sia stato detto di tenere la cosa segreta, Arnold lo confessa ad alcuni dei loro compagni di scuola che poi vogliono anch'essi prendervi parte. Arnold viene sedotto da Jasmine, prende in prestito il telefono di Sam e segue Jasmine fuori al freddo. Jasmine si veste come una Dominatrice che ha l'effetto desiderato dai Decoys. Jasmine si accoppia con successo con Arnold ma viene fermata da Sam che ha visto il filmato parziale che Arnold in pericolo ha inviato dal suo telefono prima di venire congelato. Sam trova Arnold congelato ed il suo telefono ed avvisa la polizia. Ma il corpo di Arnold scompare nel nulla e la polizia respinge la chiamata di Sam come uno scherzo.
Stephanie racconta a Sam delle presunte allucinazioni degli alieni di Luke e lo informa che sono "allergici al fuoco". Peter incontra Delia che si veste come una scolaretta. Delia fallisce nel suo tentativo di fare sesso con lui quando Peter accende accidentalmente il sistema di riscaldamento. Peter racconta ciò che è successo a Sam ed Henry, dicendo che la ragazza era "allergica al fuoco". Sam si precipita nel dormitorio di Stephanie e insieme i due entrano nel dormitorio di Luke dove trovano numerosi ritagli di giornale su alieni e corpi congelati. Stephanie apre una finestra affermando "Fa troppo caldo qui dentro."
Luke ha un altro appuntamento con la dottoressa Geisner che all'inizio sospettava fosse un Decoy. La dottoressa Geisner chiarisce che non è un alieno e che Luke può fidarsi di lei. Più tardi Luke incontra Sam il quale gli rivela di credere alle sue storie sugli alieni. Luke vede Constance e la insegue ma viene ostacolato da Sam e da una guardia dell'ospedale. La dottoressa Geisner lo ha fatto arrestare come paziente, ma in seguito Sam lo aiuto a fuggire dall'ospedale.
Luke e Sam si sono messi in viaggio per trovare i Decoys in una festa a tema hawaiano. Il segno rivelatore è la mancanza di ombelici. Sam trova Stephanie, ora bionda, vestita in modo sensuale e circondata da ragazzi. Stephanie porta Sam fuori al freddo per sfuggire al caldo della festa. Nel frattempo, Nick inizia a distinguere Jasmine con Peter che guarda la registrazione dal vivo. I tentacoli di Jasmine fuoriescono dal suo petto ma Nick è in grado di trattenerla. Peter va a chiedere aiuto a Sam ed Henry. Sam trova fortunatamente l'ombelico di Stephanie. Stephanie si rende conto che Sam e Luke sospettavano che fosse un'aliena e inizia a fare una scenata nel momento in cui giunge Peter. Vedono il filmato di Nick che viene attaccato da Jasmine. Arrivano in aiuto di Nick e lo salvano, mentre Jasmine fugge.
Luke si rende conto che i Decoys hanno usato l'obitorio dell'ospedale come nascondiglio e nido a causa del fatto che l'obitorio è un luogo freddo usato raramente. Il gruppo raccoglie alcuni razzi, prepara Molotov Cocktails e crea lanciafiamme improvvisati usando un accendino legato ad una bottiglia di lacca. In ospedale, Henry uccide Delia mentre Peter e Nick uccidono Angeline, e Sam e Stephanie uccidono Jasmine per amore di Arnold. La dottoressa Geisner arriva in tempo per vedere l'ultima Decoy Constance nella sua vera forma e aiuta Luke ad ucciderla. Sam e Stephanie si mettono insieme, il che rende Sam il vincitore della competizione visto che in realtà ha una ragazza invece di una semplice avventura.
Il gruppo sente un suono provenire da un'altra stanza e lì trovano le vittime scomparse tra cui il Prof. Buckton e Arnold che sono ancora vivi ma congelati ed incoscienti. La prole aliena inizia presto a fuoriuscire dai toraci degli uomini ed il gruppo di giovani urla terrorizzato. Le parole "The End ... Maybe" appaiono sullo schermo prima di sfumare in nero.

## Location
Il film è stato filmato al campus dell'Università dell'Alberta ad Edmonton, Alberta, Canada.

## Citazioni cinematografiche
- Sui muri del dormitorio sono presenti i poster dei film Un mondo perduto (1925), Tell Your Children (1936), Billy the Kid Returns (1938), L'assalto dei granchi giganti (1957), The Killer Shrews (1959), La donna vespa (1959) e Il cervello che non voleva morire (1962).